# Martine Beck
Pour les articles homonymes, voir Beck.
 (juin 2021).
Compléments
Spécialisée dans l'enfance
Martine Beck (née en 1947) est une psychothérapeute française, ainsi qu'une auteure d'albums illustrés et d'autres ouvrages pour enfants.
Elle a suivi des études de lettres à l'Université de Paris et de psychologie de l'enfant.
Après ses études, elle travaille comme psychothérapeute tout en écrivant des albums pour les enfants ainsi que des scénarios de dessins animés dans une volonté de ne plus quitter le monde de l'enfance.
Elle publie Le Mariage d'Ours Brun et d'Ourse Blanche (1989), Ours Brun et Ourse Blanche sous l'avalanche (1990), et Balibar et les oursonnes (1991). Ils racontent l'histoire de deux ours solitaires, Ours Brun et Ours Blanc, qui se retrouvent, se marient et ont un fils : Balibar. Mais lorsqu'ils ont des jumeaux, Balibar se sent abandonné.
Ces livres, illustrés par Marie H. Henry, ont été traduits en anglais, en allemand, en chinois, en japonais et en grec.

## Publications

### Albums illustrés
Illustrés par Joëlle Boucher
- Tu te souviens? (2001[2])
  - おぼえている? (Oboeteiru??) (2002)
- Mélina fabrique son miel (2002)[1]
- Priscilla tisse sa toile (2002)
- Soleillou perd sa queue (2002)[1]
- Talpa cherche son repas (2002)
- Titine se réveille (2002)
- Tout-Roux fait ses provisions (2002)
- Zinzine fait son nid (2002)
- Sublime devient papillon (2003)[1]

Illustré par Pierre Cornuel
- Léopardi Galoupi (1999)

Illustré par Stéphane Girel
- Une grande fête au jardin du Luxembourg (2000)

Illustrés par Agathe Hennig
- Pluche (2013)
- Promenons-nous dans les mois : Au fil des fêtes et des saisons (2003)
- grec moderne : Περίπατος στους μήνες και στις εποχές (2012)

Illustrés par Marie H. Henry
- Le Mariage d'Ours Brun et d'Ourse Blanche (1989)
  - The Wedding of Brown Bear and White Bear (1990)
  - Brauner Bär heiratet (1990)
- Ours Brun et Ourse Blanche sous l'avalanche (1990)
  - The Rescue of Brown Bear and White Bear (1991)
  - Brauner Bär wird Vater (1991)
- Balibar et les oursonnes (1991)
  - Benjamin and the Bear Twins (1992)
  - Balibar der kleine Bär (1992)

Illustré par Gilbert Houbre
- Le Sommeil et ses secrets (1987)
- Sleep and Dreams (1988)
- Die Welt entdecken: Schlaf und Traum (1988)
- chinois : 睡覺和作夢 ; pinyin : Shui jiao he zuo meng (1992)

### Autres livres pour enfants
- Petit dictionnaire de la mythologie (1985)